# Fraidy Cat
Fraidy Cat (Chú mèo sợ hãi) là một phim hoạt hình một cuộn năm 1942 và là phim ngắn Tom và Jerry thứ 4, nó được phát hành tại các rạp vào ngày 17 tháng 1 năm 1942 và được phát hành lại vào ngày 10 tháng 5 năm 1952, thẻ tiêu đề như ban đầu được giữ lại trong bản phát hành lại.
Phim được giám sát bởi William Hanna và Joseph Barbera, được sản xuất bởi Fred Quimby (chưa được công nhận về vấn đề gốc) và âm nhạc của Scott Bradley (chưa được công nhận). Hoạt hình bởi Jack Zander, George Gordon, Irven Spence, Bill Littlejohn và Cecil Surry (tất cả đều không được công nhận). Đây là phim hoạt hình Tom và Jerry đầu tiên khiến Tom đau đớn, mặc dù anh cũng rít lên như một con mèo trong phim hoạt hình này. Đó là phim hoạt hình thời chiến đầu tiên của Tom và Jerry. Bản in gốc của phim hoạt hình này đã không cho Fred Quimby tín dụng, chỉ ghi có Hanna và Barbera là "người giám sát" của bộ phim. Thẻ tiêu đề của vấn đề ban đầu vẫn còn nguyên trong bản phát hành lại.

## Nhân vật

### Chính
- Mèo Tom
- Chuột Jerry

### Phụ
- Mammy Two Shoes (có thể bị cắt)

## Cốt truyện
Phim hoạt hình bắt đầu bằng cảnh Tom nghe radio, và sợ hãi vì câu chuyện kinh dị được kể. Nửa chừng câu chuyện, những vở kịch (tóc dựng đứng, băng giá lạnh buốt xương sống, trái tim nhảy vào họng) bắt đầu xảy ra với Tom. Trong kết luận đặc biệt nghiệt ngã, Tom bỏ chạy và trốn trong một lọ hoa khi một tiếng thét ác độc được thốt ra. Khi nghe giọng nói "Và đó, các con thân yêu của tôi, kết thúc Giờ phù thủy tối nay", Tom thở phào nhẹ nhõm, và được hỏi câu hỏi, "Và bạn có tin vào ma... không bạn?" Nuốt chửng, Tom gật đầu như muốn nói: "Vâng, tôi làm."
Jerry đã quan sát toàn bộ sự việc và cười với chính mình, và tiến hành kéo rèm xuống và thả nó ra. Tiếng vỗ cánh làm con mèo sợ hãi, người chỉ trốn để khám phá bức màn, vẫn lăn lộn, anh thở phào nhẹ nhõm vì đó không phải là điều anh nghĩ. Jerry nhón chân ra, và dưới con mèo vẫn đang ngất xỉu, làm vỡ một dòng nước tản nhiệt, đốt cháy con mèo phía sau và phóng anh ta lên không trung khiến Tom hét lên đau đớn. Tom thoát khỏi dòng suối và chạy về phía tủ quần áo, thở hổn hển khi anh ta giữ chặt cánh cửa. Đằng sau anh ta là một khoảng trống với một chiếc áo ngủ màu trắng, mà Jerry tiếp cận và nhìn trộm con mèo từ vị trí thuận lợi. Thấy con mèo vẫn đang hồi phục sau cú sốc thứ hai, anh ta kích hoạt chân không, dường như là một con ma. Tom nghe thấy nó, và không cần nhìn phía sau, biết rằng đây là một điều gì đó rất đáng sợ. Anh ta làm những cử chỉ hoảng loạn về phía chân không và ngất đi, khi đó Jerry tắt chân không, hài lòng. Để đánh thức Tom, anh ta phun nước cho anh ta bằng một tia nước tốc độ từ chai. Tom tỉnh dậy với một khởi đầu, phun nước ra khỏi miệng và hất nó ra khỏi tai. Tom thở phào nhẹ nhõm vì tiếng ồn đã biến mất. Một lần nữa, trước khi Tom có thể hồi phục sau vụ nổ này, Jerry kích hoạt lại chân không và đẩy nó về phía Tom. Tấm thảm anh đang nằm bị hút lên, và đuôi của Tom bị kẹt trong khe hở. Tom nhảy ra khỏi chân không, chạy ngược lại cơn gió nặng khi các vật thể bị hút vào chân không. Anh ta cố nắm lấy máy thu điện thoại, nhưng để Lôi đi khi anh ta bị người điều khiển quở trách, và cuối cùng giữ chặt cây cột cầu thang thấp hơn. Tất cả chín mạng sống của Tom bị hút ra và tạo thành một chuỗi những con mèo giữ chặt lấy nhau. Life 9 cắn đuôi Tom, khiến chủ nhà của anh ta kêu đau và giảm tốc độ, giải phóng tất cả các sinh mạng khác. Cuộc sống 1 mỉm cười trước máy ảnh khi anh được giải thoát. Tom tiếp tục chạy quanh góc và gục đầu vào tường, sau đó 8 người trong cuộc sống lại tham gia với anh ta, và người thứ chín vung tay trước khi đi theo. Tom ngay lập tức hồi phục và nghe thấy chân không một lần nữa, và cố gắng tìm một nơi nào đó để chạy, và thấy một cảnh tượng gây sốc: Jerry vận hành chân không ma. Jerry tiếp tục bật công tắc và mời Tom cười với anh ta. Phải mất một vài cái nhìn và nhìn vào khoảng cách để con chuột nhận ra rằng con mèo, thay vì sợ hãi, đang đứng đằng sau anh ta. Jerry lo lắng nuốt nước bọt sau khi anh nhận thấy điều này. Anh ta cam chịu bước ra ngoài, và sau đó lao vào sau màn đêm và thực hiện một nỗ lực mới để dọa Tom bằng cách tạo ra một tiếng động ma quái và vẫy tay. Cái nhìn kinh doanh của Tom cuối cùng cũng bắt kịp, và Jerry vẫy tay và thoát ra khỏi cú nhảy vọt từ Tom.
Jerry chạy về phía một cây đàn piano và chuẩn bị một con mèo khác, sợ hãi tương tự, nhưng (rõ ràng) nó không hoạt động. Họ đuổi theo các phím đàn piano, và Jerry rút lại một mảnh đồ nội thất tròn và nó đập vào mặt con mèo. Ngay sau khi bị đánh thức bởi tất cả tiếng ồn, Mammy Two Shoes bước vào phòng với một chiếc ghim lăn và một chiếc áo ngủ tương tự khi nghĩ rằng có một tên trộm trong nhà. Jerry quay lại và chạy lên một cái thang nướng, và sau đó giấu mình trong một bồn bột. Khi Mammy từ từ lẻn qua hội trường, Tom rẽ vào góc và thấy hậu thế của cô. Tin rằng đây là Jerry và chân không của mình một lần nữa, Tom trượt qua sàn và dưới bàn, vồ lấy Mammy và cắn vào đáy của cô, và điều này khiến cô hét lên.
Ngoài màn hình, Mammy hét lên với con mèo, đánh anh ta nhiều lần, sau đó ném Tom ra trong khi Jerry rút mình ra khỏi hộp bột, vẫy tay với Tom, nhưng chẳng mấy chốc, anh ta chạy vào hình ảnh phản chiếu của mình trên một chiếc bình, trông như một con ma. Anh ta sợ hãi hét lên và chạy vào lỗ của mình. Lúc này, Jerry thò đầu ra và nhìn bối rối vào camera như muốn hỏi: "Ai vậy?

## Diễn viên lồng tiếng
- Clarence Nash và William Hanna trong vai mèo Tom
- William Hanna trong vai chuột Jerry
- Lillian Randolph trong vai Mammy Two Shoes (bản gốc năm 1942)
- Thea Vidale trong vai Mammy Two Shoes (phiên bản tái bản năm 1989)
- Martha Wentworth với tư cách là người kể chuyện trên đài phát thanh của Giờ phù thủy và là người điều hành điện thoại

## Vấn đề kiểm duyệt
Mammy Two Shoes đã bị xóa khỏi phim khi phát sóng trên Cartoon Network và Boomerang

## Bạn có biết?
- Đây là tập đầu tiên mà Tom tấn công Mammy. Khi điều đó xảy ra, Mammy đã nổi giận và bịt miệng Tom trước khi đuổi ra khỏi nhà.
- Đây là một trong tám phim hoạt hình trong đó Mammy Two Shoes tấn công Tom. Những người khác là The Midnight Snack (1941), Part Time Pal (1947), A Mouse in the House (1947), Mouse Cleaning (1948), Saturday evening Puss (1950), Sleepy-Time Tom (1951) và Nit-Witty Kitty (1951).
- Đây là phim hoạt hình đầu tiên trong số năm phim hoạt hình khác là Chuột Lonesome (1943), Part Time Pal (1947), Chuột trong nhà (1947) và Nit-Witty Kitty (1951) trong đó Tom tấn công Mammy Two Shoes.
- Đây là phim hoạt hình đầu tiên trong số hai mươi mốt trong đó cả Tom và Jerry đều thua cuộc. Các phim hoạt hình khác là Baby Puss (1943), Part-Time Pal (1947), A Mouse in the House(1947), Polka-Dot Puss (1949), The Little Orphan (1949), Saturday Evening Puss(1950), Safety Second (1950), The Framed Cat (1950), His Mouse Friday (1951), The Missing Mouse (1953), Baby Butch (1954), Downhearted Duckling (1954), Muscle Beach Tom (1956), Down Beat Bear (1956), Blue Cat Blues (1956), Barbecue Brawl(1956), Feedin' the Kiddie (1957), Tot Watchers (1958), Filet Meow (1966), and Advance and Be Mechanized (1967)
- Cùng với đó cũng đánh dấu lần đầu tiên Jerry thua cuộc.
- Chương trình phát thanh Tom nghe lúc bắt đầu - Giờ phù thủy là một tham chiếu đến một chương trình radio thực sự "Câu chuyện phù thủy". Đó là một loạt đài phát thanh giả tưởng kinh dị được phát sóng từ năm 1931 đến 1938 trên WOR, Mạng lưới vô tuyến lẫn nhau và được cung cấp. Chương trình được tạo ra, viết và đạo diễn bởi Alonzo Deen Cole. Chương trình ma quái của Cole được tổ chức bởi Old Nancy, Witch of Salem, người đã giới thiệu một câu chuyện khủng bố khác nhau mỗi tuần. Vai trò của Old Nancy được tạo ra bởi nữ diễn viên sân khấu Adelaide Fitz-Allen, người qua đời năm 1935 ở tuổi 79. Cole thay thế cô bằng Miriam Wolfe, 13 tuổi và Martha Wentworth cũng được nghe là Old Nancy. Chính Cole đã cung cấp âm thanh của con mèo Old Nancy, Satan. Vợ của Cole, Marie O'Flynn, đóng vai các nhân vật nữ chính trong chương trình, và dàn diễn viên phụ bao gồm Mark Smith và Alan Devitte. Để cung cấp, các chương trình đã được ghi hình trực tiếp trong khi phát sóng và phân phối cho các đài khác. Những bản ghi âm này đã bị Cole phá hủy vào năm 1961, vì vậy rất ít tập phim tồn tại.
- Chín "sinh mạng" bị hút ra khỏi Tom bởi máy hút bụi là liên quan đến huyền thoại văn hóa rằng tất cả các con mèo đều có "chín cuộc sống", giúp chúng có khả năng sống sót khi rơi từ nơi cao, trong khi ở đây Tom có thể sống sót Bị hút vào máy hút bụi, vì "chín kiếp" của mình.